# Bells Are Ringing
 Bells Are Ringing és una pel·lícula musical americana dirigida per Vincente Minnelli el 1960. Està basada en una reeixida producció de Broadway del 1956, Bells Are Ringing, de Betty Comden, Adolph Green i Jule Styne; la protagonista de la història, Ella Peterson, està inspirada en la vida de Mary Printz.
Segons la Metro-Goldwyn-Mayer, la pel·lícula va obtenir uns guanys de 2.825.000 dòlars als Estats Units i Canadà, però només 800.000 dòlars ea la resta del món, i van acabar amb unes pèrdues de 1.720.000 dòlars.

## Argument
Ella Peterson és operadora telefònica a Nova York. En lloc de simplement transferir les trucades, s'implica en els assumptes dels abonats, dels quals esdevé confident, cosa que no és gust de la seva cap, Sue. Així, Ella s'assabenta que el dramaturg Jeffrey Moss, de qui s'ha enamorat abans de conèixer-lo, no aconsegueix escriure una nova obra, que l'actor de segona fila Blake Barton cerca un primer paper, o també que el dentista Joe Kitchell voldria ser autor-compositor...

## Repartiment
- Judy Holliday: Ella Peterson
- Dean Martin: Jeffrey Moss
- Fred Clark: Larry Hastings
- Eddie Joy Jr.: J. Otto Prantz
- Jean Stapleton: Sue
- Ruth Storey: Gwynne
- Dort Clark: L'inspector Barnes
- Frank Gorshin: Blake Barton
- Ralph Roberts: Francis
- Valerie Allen: Olga
- Bernard West: El doctor Joe Kitchell
- Steven Peck: Un gangster
- Gerry Mulligan: La cita sorpresa d'Ella

## Crítica
Dirigida per Vincente Minnelli, adaptant una famosa comèdia musical del 1956 de Jerome Robbins amb Judy Holliday de protagonista. Aquesta seria l'última interpretació de la malaguanyada actriu que durant el rodatge ja estava malalta. Minnelli va treballar amb habilitat tant l'estructura narrativa com el seu vessant d'espectacle. Així, les cançons i els balls s'integren amb naturalitat en la dinàmica de la comèdia sense trencar el seu ritme intern. Film inèdit a Espanya.

## Cançons
Diverses cançons de la producció de Broadway van ser rebutjades o substituïdes. S'inclouen "Salzburg", "Hello, Hello There", "On My Own" (substituïdes per "Do It Yourself"), ""Long Before I Knew You" (substituïda per "Better than a dream"), "Mu Cha Cha "(enregistrada però amb talls) i" "Is it A Crime?" (enregistrada però eliminada després). També es va rodar però es va eliminar una nova cançó de Dean Martin, "My Guiding Star". La música és de Jule Styne i la lletra, de Betty Comden i Adolph Green.
- "It's a Perfect Relationship"
- "Do it Yourself"
- "It's a Simple Little System"
- "Better Than a Dream"
- "I Met a Girl"
- "Just in Time”
- "Drop That Name"
- "The Party’s Over”
- "I'm Going Back"